# Коста Николов (просветен деец)
Вижте пояснителната страница за други личности с името Коста Николов.
Константин (Коста) Николов Янков е български просветен деец, общественик и революционер, деец на Вътрешната македоно-одринска революционна организация.

## Биография
Роден е в Ресен през 1872 година. Началното си образование получава в родния си град, а след това е изпратен като стипендиант на Ресенската българска община в българското класно училище в Битоля.
Продължава обучението си в българската мъжка гимназия в Солун, като през 1889 година завършва първия випуск на педагогическото ѝ отделение. Започва да работи като учител и преподава в различни краища на Македония и Тракия.
В периода 1889-1894 година е главен учител в родния си Ресен. Един от неговите ученици в Ресен, Симеон Радев пише:
| „ | Коста Николов, свършил Солунската гимназия, беше млад човек, пълен със страст за своята работа. Аз съм имал учители в разни училища: българи и чужденци. Но не помня да съм видял педагог като Коста Николов. Той бе педагог, както други са поети, композитори или художници – по призвание и с любов. | “ |

През 1894 – 1895 година Коста Николов учителства в българското класно училище в Охрид. В 1897 година завършва висшето си образование в Загребския университет, специалност „педагогика“. През 1897-1898 година е главен учител в Гевгели, където се включва в работата на местната българска община. Според Борис Николов докато е в Гевгели в периода 1897 - 1898 година Николов е член на околийския комитет на ВМОРО в града, но Николов не споменава такова нещо в спомените си.
По-късно е учител в Скопското българско педагогическо училище (1898 - 1902), като през това време е член на градския революционен комитет на ВМОРО заедно с Велко Думев, Тодор Паскалев и Стоян Божов. После е преподавател и възпитател в Духовната семинария в Цариград (1902 – 1903).
През 1903 – 1911 година е учител в Одринската мъжка гимназия „Д-р Петър Берон“ и директор на нейния пансион. Преподава психология, логика и етика в българската мъжка гимназия, както и етика в девическата гимназия в Одрин.
Ученикът му от Одринската гимназия Дамян Калфов пише за него:
| „ | Със сини очи, сух, висок, силно изпъкнала адамова ябълка, с неизбежното бамтелче, винаги добре избръстан, с винаги шумящитеси бели ръкавели от целолуид, той беше и надзирател в пансиона и толкова предан с тая си педагогическа, бащинска служба, че и досега не мога да си представя друг по-добър, по-обичан надзирател за пансиона от него. | “ |

От 1911 до 1913 година Коста Николов е учител в Солунската българска мъжка гимназия, а от 1913 до 1917 година е директор на прогимназията в Ксанти. През 1917-1918 година е секретар на Скопската търговска банка, след което се преселва окончателно в София и работи като чиновник в БНБ.
В България Коста Николов е една от видните фигури на македонската емиграция. Както и в Македония и в Тракия, той е известен с ораторската си дарба. През 1923 година е избран за съветник в Националния комитет на Съюза на македонските емигрантски организации при обединението на МФРО с неутралните братства. През септември 1934 година като представител на Ресенското македонско братство подписва протестен протокол срещу Деветнадесетомайския преврат. Той е председател на дружеството в 1941 година.
Умира в края на 1957 година в София.
- Свидетелство на Николов от Солунската гимназия, 5 март 1892 г.
- Страница втора на Свидетелството на Николов
- Извлечение от служебния списък на Николов, подписано от самия него като и. д. директор на прогимназията в Ксанти, 1914 г.
- Чиновниците в Македонската кооперативна банка в 1935 година. Николов е трети на първия ред
- Коста Николов и Тодор Паскалев